# دائرة بسكرة
دائرة بسكرة هي إحدى دوائر ولاية بسكرة الجزائرية.

## الشوارع
- شارع فلسطين